# Erich Schmid Institut der ÖAW

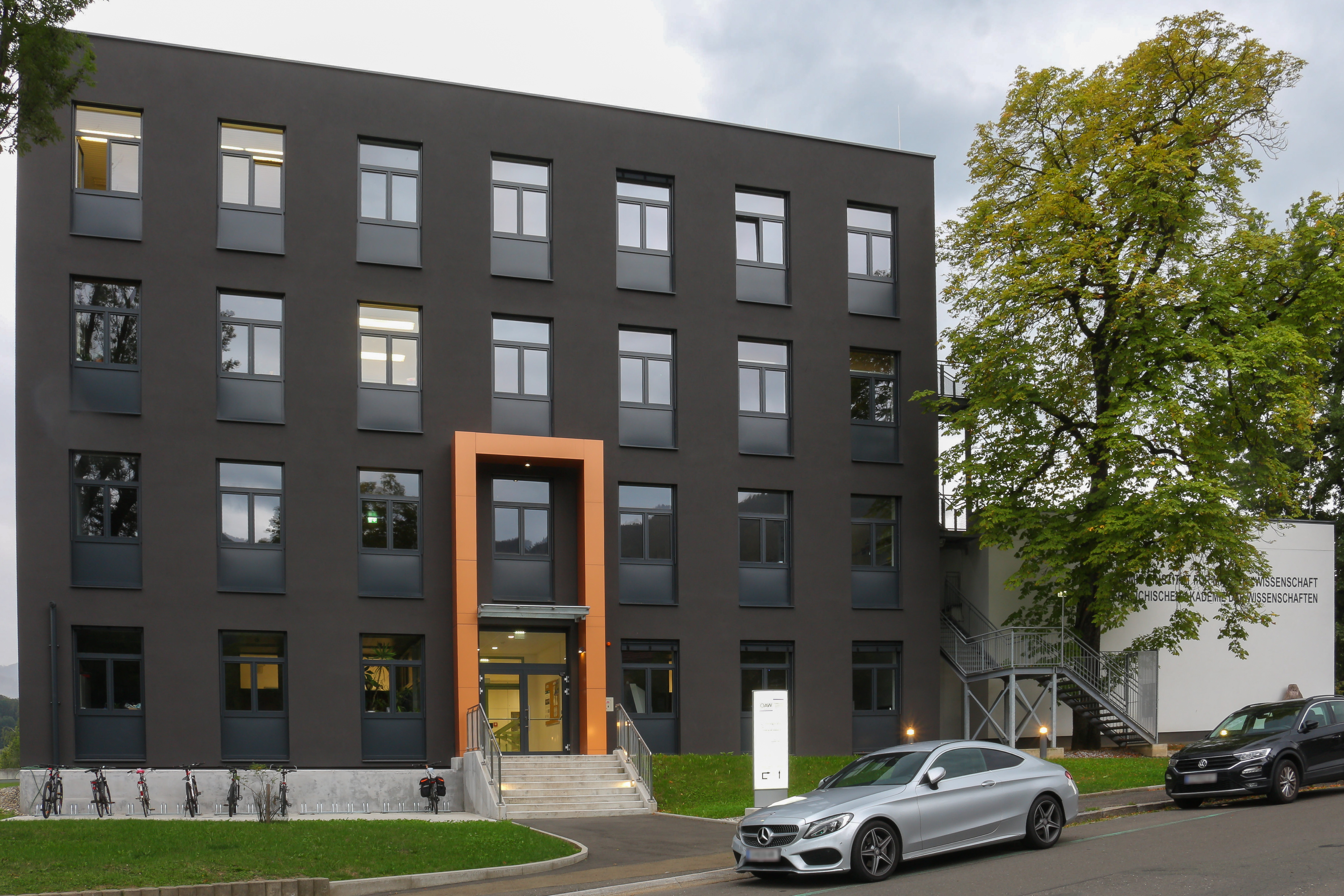
Frontalansicht des Gebäudes nach dem Umbau im Sommer 2022

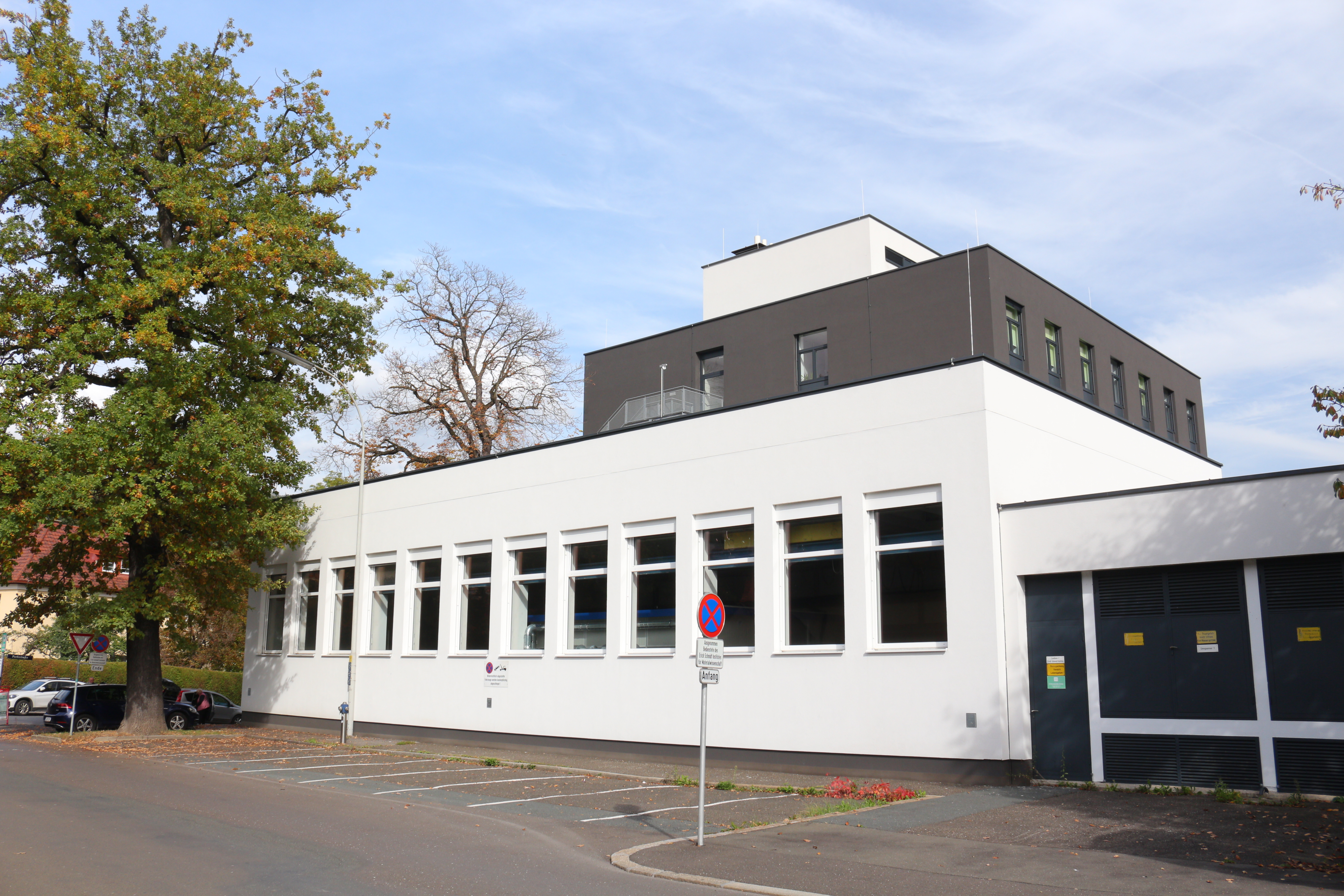
Werkshallen nach dem Umbau im Sommer 2022

Das Erich-Schmid-Institut für Materialwissenschaften (ESI) der Österreichischen Akademie der Wissenschaften – benannt nach dem Physiker Erich Schmid – ist ein außeruniversitäres, anwendungsorientiertes und kooperatives Forschungsunternehmen, das, neben dem Materials Center Leoben (MCL) und dem Polymer Competence Center Leoben (PCCL), Teil des werkstoffwissenschaftlichen Clusters am Campus der Montanuniversität Leoben ist. Es befindet sich in der Jahnstraße 12, Leoben.
Es ist auf die mikrostrukturelle Untersuchung, sowie Experiment an und Modellierung von Materialien wie Stahl oder Legierungen aber auch biologische Materialien spezialisiert.
Diese High-Tech Verfahren werden vorwiegend auf Struktur- aber auch für spezielle Funktionswerkstoffe für IT-, Energie-, Hochtemperatur- sowie neuartige nanokristalline Werkstoffe angewendet und erweitern die Grenzen des Verständnisses von Mikrostruktur und Eigenschaftsbeziehungen.
In Verbindung mit der Forschungstätigkeit wird wissenschaftlich ausgebildet und mit industriellen und wissenschaftlichen Partnern zur Entwicklung neuer Material-Konzepte zusammengearbeitet. Das etwa 95 Mitarbeiter umfassende Institut wird von Jürgen Eckert geleitet.

## Forschungsfelder
1. Komplexe Werkstoffe, aus zusammengesetzten unterschiedlichen Materialien wie z. B. Verbundwerkstoffe, Metall-Gewebe- oder Metall-Keramik-Verbindungen für Halbleiter oder flexible Elektronik.[3]
2. Verformungs-, Ermüdungs- und Bruchverhalten – Hier wird vorwiegend experimentiert und mit dem Elektronenmikroskop untersucht.[4]
3. Mikro- und Nanomechanik-Kristalldefekte auf dieser Skala können die immer kleiner werdenden Handys, Sensoren oder Verbindungsdrähte stören.[5]
4. Mikro- und Nanostrukturen – Diese werden u. a. mit Röntgengeräten untersucht.[6]
5. Verhalten bei starker plastischer Verformung – z. B. bei Hochdruck-Verdrehung[7]